# Пак Чан Ер
Пак Чан Ер, другой вариант Пак Чен Ер (1906 год — 1959 год) — колхозник колхоза «Гигант» Чиилийского района Кзыл-Ординской области, Казахская ССР. Герой Социалистического Труда (1950).

## Биография
Родился в 1906 году (по другим данным — в 1904 году) на Дальнем Востоке Российской империи.
Свою трудовую деятельность начал в 1918 году на рыболовных промыслах Дальнего Востока. После депортации корейцев был определён на спецпоселение в Чиилийский район Кзыл-Ординской области, Казахская ССР. Работал в одном из звеньев рисоводческого колхоза «Гигант» Чиилийского района.
За получение высокого урожая риса в 1947 году был награждён Орденом Ленина. В 1949 году рисоводческое звено, в котором работал Пак Чан Ер, собрало в среднем по 97,2 центнера риса с каждого гектара. За эти выдающиеся трудовые достижения был удостоен указом Президиума Верховного Совета СССР от 21 июня 1950 года звания Героя Социалистического Труда.